# Cnemidophorus ruatanus
Cnemidophorus ruatanus es una especie de lagarto que pertenece a la  familia Teiidae. Es nativo de Belice, Guatemala, Honduras (incluyendo las islas de la Bahía) y Nicaragua.  Su rango altitudinal oscila entre 0 y 400 m s. n. m..